# إدوارد تومسون فيرتشايلد
إدوارد تومسون فيرتشايلد هو سياسي أمريكي، ولد في 30 أكتوبر 1854 في دوليزتاون في الولايات المتحدة، وتوفي في 23 يناير 1917 في دورهام في الولايات المتحدة.